# متحف كوميتاس
متحف كوميتاس أو متحف كوميتاس المعهد (بالأرمينية: Կոմիտասի թանգարան - ինստիտուտ) هو متحف فني في يريفان، أرمينيا، مخصص للسيرة الذاتية لعالم الموسيقى وعازف الأرغن الشهير كوميتاس.

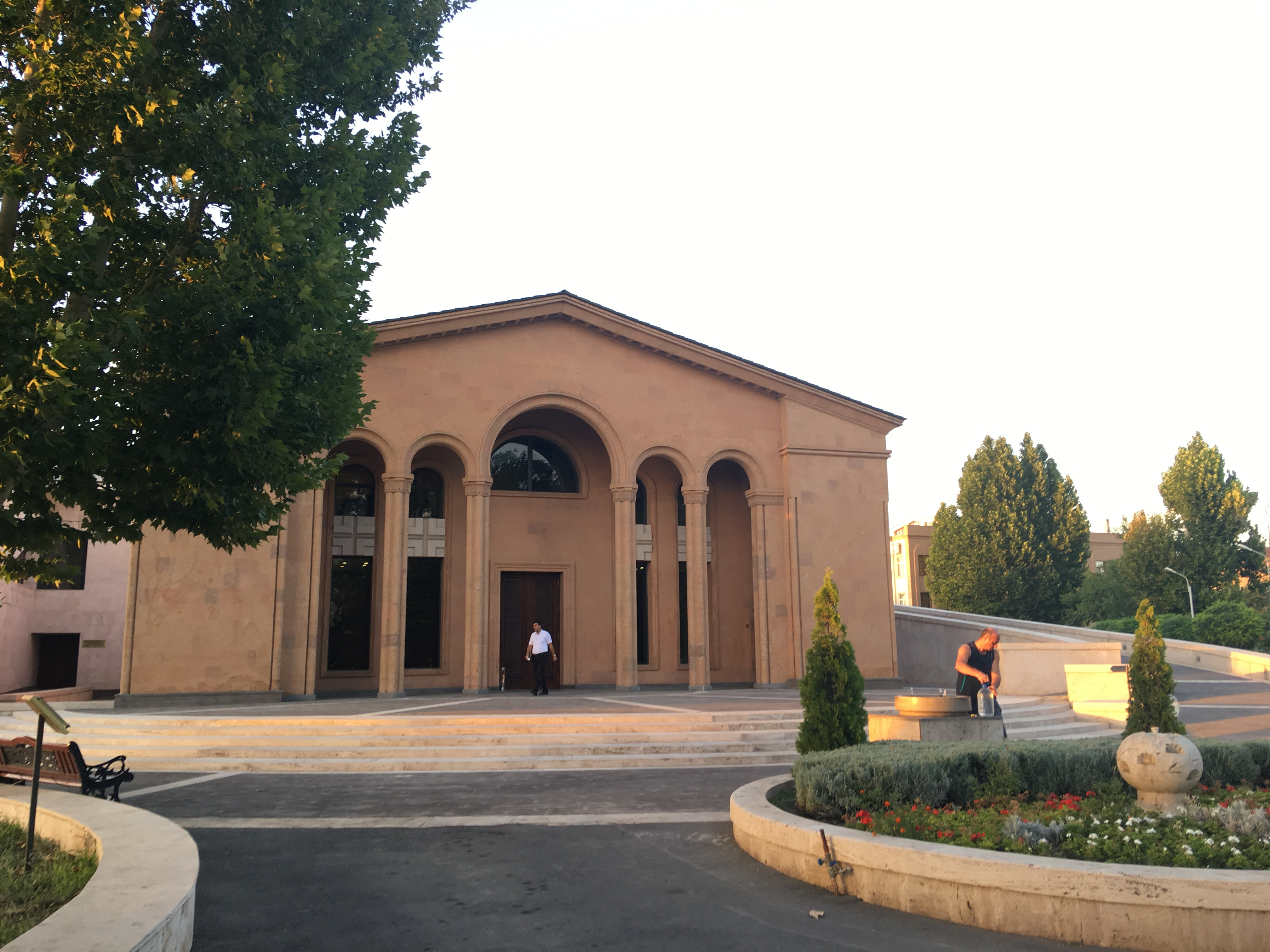
متحف كوميتاس المعهد

يقع المتحغ بجوار البانثيون في حديقة كوميتاس بمنطقة شانغافيت. تم افتتاح المتحف في يناير 2015.

## تاريخه ومجموعته
قررت حكومة أرمينيا في 24 يوليو 2014 تأسيس متحف لتكريم وتخليد ذكرى كوميتاس. تم بناؤه في حديقة كوميتاس، ليحل محل دارالثقافة القديمة. تم تمويل البناء من قبل مؤسسات بيونيك و لويس. قام بتصميم المبنى مهندس آرثر ماشيان. افتتح المتحف رسميا في 29 يناير 2015 بحضور الرئيس سيرج سركسيان.
يتكون المتحف من قاعة حفلات كبيرة وقاعات بالبعض منها معارض دائمة وبالبعض الآخرمعارض مؤقتة ومركز أبحاث واستوديو موسيقي ومكتبة ودار نشر. كما أنه تم تجميع مقتنيات كوميتاس الشخصية في المتحف لعرضهاو إبراز أهم فترات حياة وأعمال الفنان الكبير، إلى تراثه الغني إضافة إلى أبحاثه في الموسيقى الفولكلورية الأرمينية. كل هذا منظم في ثمانية أقسام من المتحف. وقد اختار هذا التقسيم فاردان كارابيتيان والمصور ألبرتو تورسيللو. وتم تنفيذ المشروع من قبل المجلس الدولي للمتاحف.

## قاعات المعارض
- القاعة الأولى: «تسلسل»: مخصصة لحياة كوميتاس.
- القاعة الثانية: «كوميتاس ومعاصروه»
- القاعة الثالثة: «خواطر كوميتاس».
- القاعة الرابعة: «أعمال كوميتاس في البحوث الفلكلورية».
- القاعة الخامسة: «كوميتاس كملحن».
- القاعة السادسة: «كوميتاس والموسيقى الروحية».
- القاعة السابعة: «عروض كوميتاس».
- القاعة الثامنة: «تراث كوميتاس».

## صور

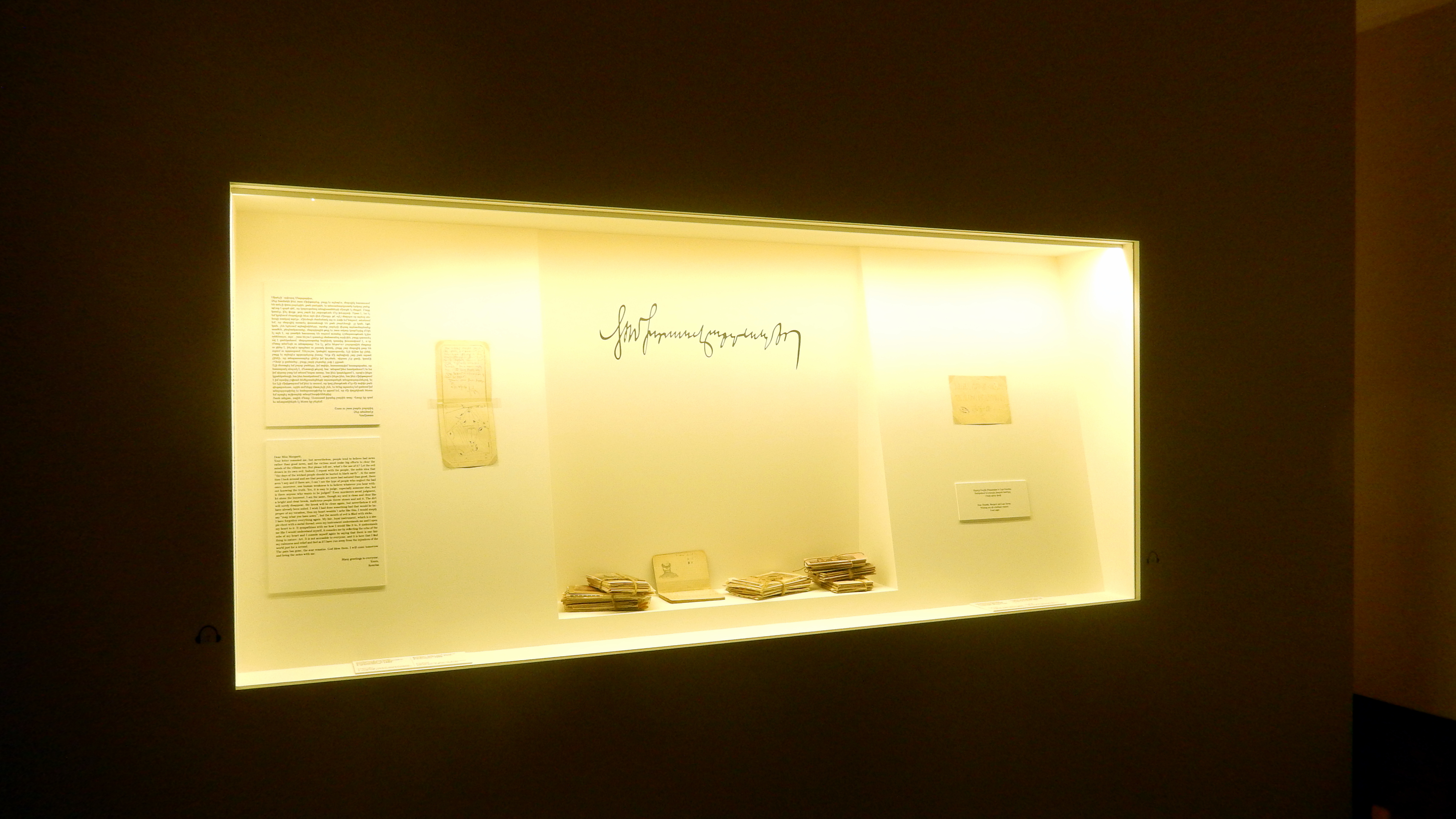
إمضاء كوميتاس
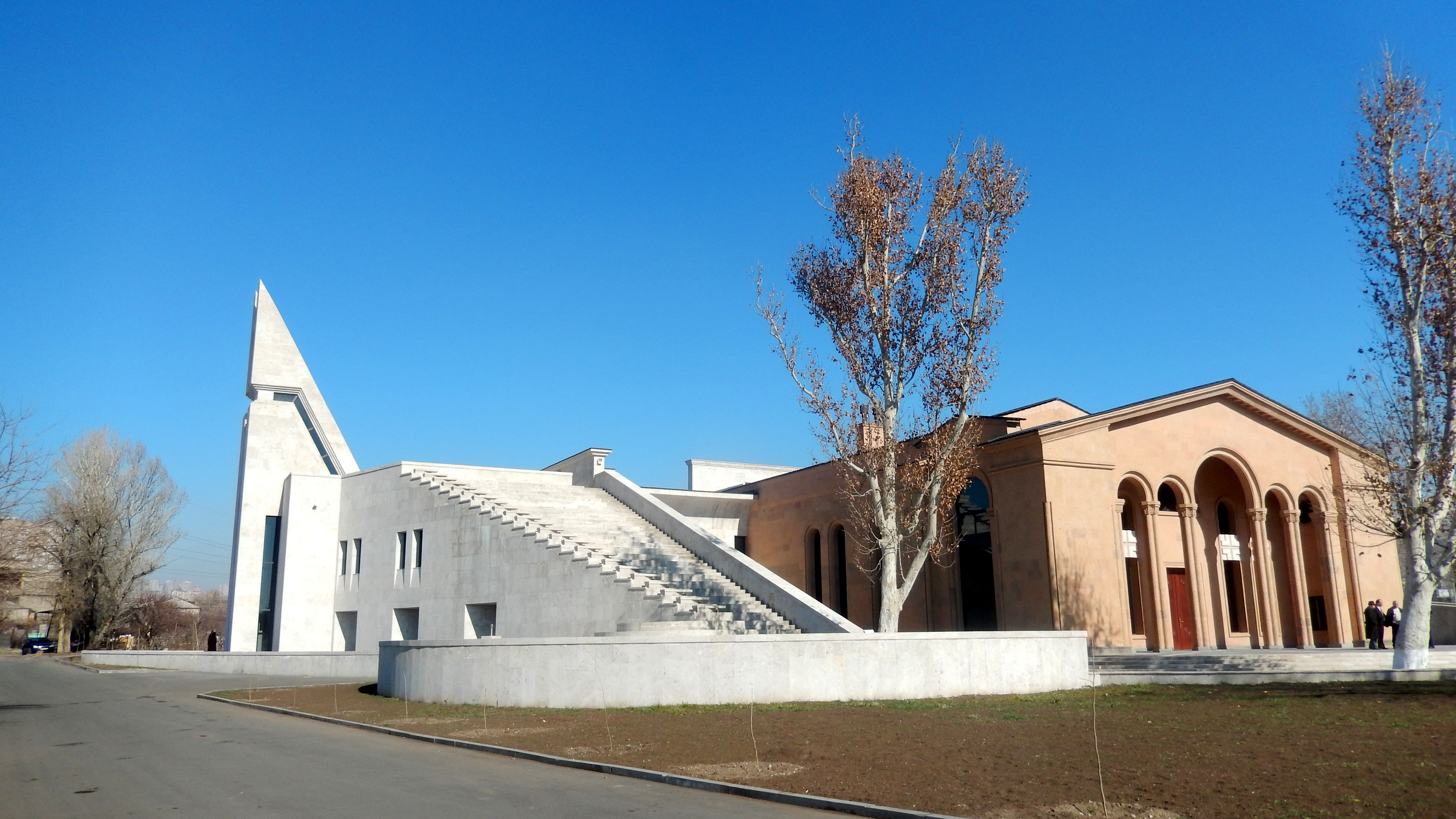
واجهة المتحف
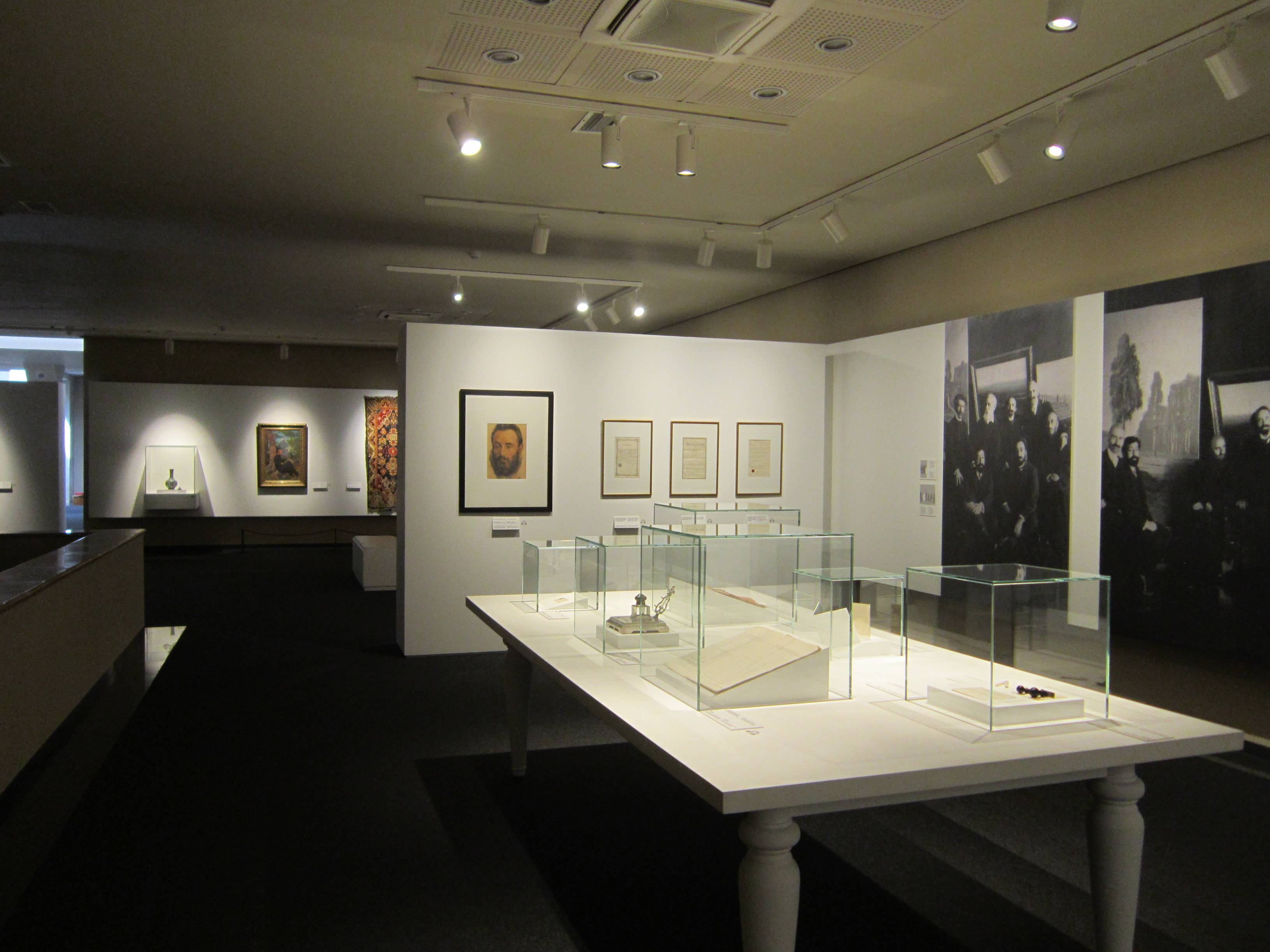
معروضات المتحف
القاعة الثالثة
القاعة الرابعة
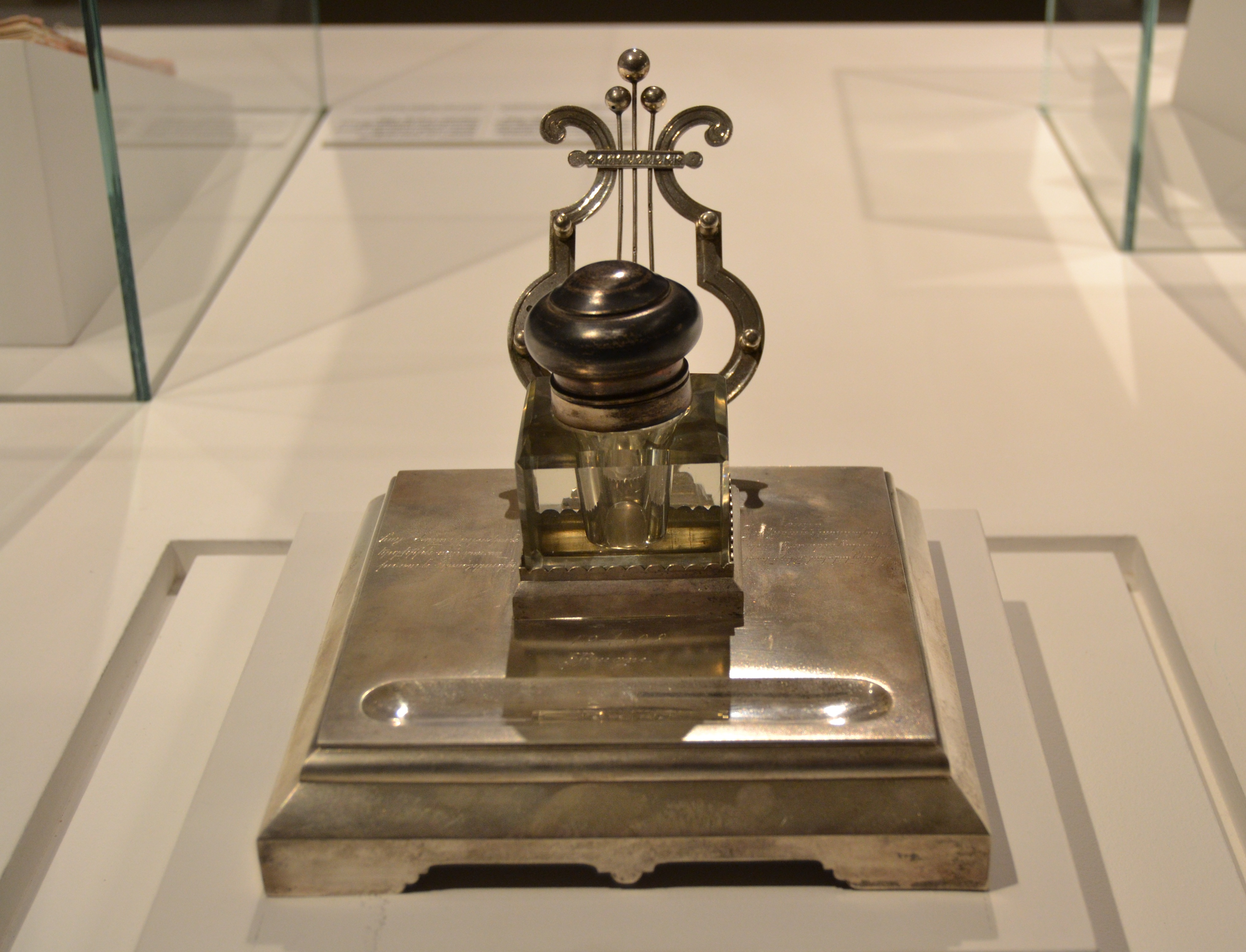
هدية من المعجبين